# Gaston Bonnier

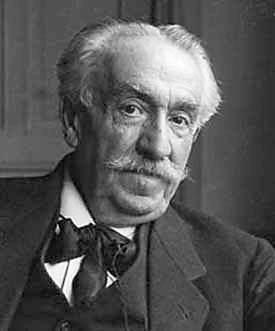
Gaston Bonnier

Gaston Eugène Marie Bonnier (* 9. April 1853 in Paris; † 30. Dezember 1922 ebenda) war ein französischer Botaniker. Sein offizielles botanisches Autorenkürzel lautet „Bonnier“.
Sein Vater lehrte an der Juristischen Fakultät von Paris, wie sein Großvater mütterlicherseits dies auch tat.

## Leben und Wirken
Bonnier nahm als Freiwilliger am  Deutsch-Französischen Krieg von 1870 bis 1871 teil.
Er studierte von 1873 bis 1876 an der École normale supérieure in Paris und erhielt seinen akademischen Abschluss, licence,  1877 und schließlich seinen Doktortitel im Jahre 1879. Er heiratete zwei Jahre später die Tochter des Professors Philippe Édouard Léon Van Tieghem   (1839–1914), ein Mitglied des  Muséum national d’histoire naturelle und Académie des sciences. Dieser Beziehung entstammte eine Tochter. 1878 war er an der Universität Uppsala zusammen mit dem Botaniker Charles Henri Marie Flahault (* 1852; † 1935).
Er ist zunächst als Agrégé-préparateur an der Ecole Normale (1876) und später als Dozent  maître de conférences (1879) und schließlich Direktor directeur du laboratoire de botanique (1886). Er lehrte Botanik an der Fakultät für Naturwissenschaften in Paris von 1887 bis zu seinem Tod.
Er beteiligte sich im Jahre 1889 an der Gründung der Zeitschrift Revue générale de botanique, die er bis 1922 leitete. Im Jahr 1889 gründete er ein Labor für Pflanzenbiologie an Fontainebleau.
Bonnier war ab 1887 Professor an der Sorbonne in Paris. 1897 wurde er zum Mitglied der Académie des sciences gewählt.
1890 war er Präsident der Société botanique de France (Abkürzung „SBF“) die unter anderem das Journal de Botanique herausgibt.
Seine Forschungsgebiete betrafen den Einfluss des Klimas auf die Entwicklung der Pflanzen sowie den Bau und die Funktion ihrer Organe.
Mit der zwölfbändigen Flore complète illustrée en couleurs de France, in der 3346 Arten beschrieben und abgebildet wurden, schuf Bonnier nach dem Urteil von William T. Stearn eine bedeutende europäische Flora; die Bände 7 bis 12 wurden nach Bonniers Tod durch Robert Douin fertiggestellt.

## Dedikationsnamen
Ihm zu Ehren wurden die Gattungen Bonniera in der Pflanzenfamilie der Orchideengewächse (Orchidaceae) und Bonnierella in der Pflanzenfamilie der Araliengewächse (Araliaceae) benannt.

## Schriften (Auswahl)
- Gaston Bonnier: Flore complète illustrée en couleurs de France (12 Bände, 1912–1924)
- Gaston Bonnier: Les Nectaires, étude critique, anatomique et physiologique. Masson, Paris, 1879
- Gaston Bonnier: Éléments d'histoire naturelle. Animaux. P. Dupont, Paris, 1881
- Gaston Bonnier: Éléments d'histoire naturelle. Pierres et terrains. P. Dupont, Paris, 1881
- Gaston Bonnier: Leçons de choses. Combustibles, métaux, matériaux de construction, eau, air, saisons.  P. Dupont, Paris, 1881
- Gaston Bonnier: Premiers Éléments des sciences usuelles. P. Dupont, Paris, 1881
- Gaston Bonnier: Éléments usuels des sciences physiques et naturelles. Cours élémentaire. Leçons de choses. P. Dupont, Paris, 1883
- Gaston Bonnier: Botanique. Première année. Étude élémentaire de vingt-cinq plantes vulgaires. P. Dupont, Paris, 1884
- Gaston Bonnier: Leçons de choses. Combustibles, métaux, matériaux de construction, eau, air, saisons. P. Dupont, Paris, 1884
- Gaston Bonnier: Recherches sur la respiration et la transpiration des végétaux. Masson, Paris, 1884
- Gaston Bonnier: Nouvelles Leçons de choses, conformes aux nouveaux programmes de 1885, pour la classe préparatoire. P. Dupont, Paris, 1886
- Gaston Bonnier, Georges de Layens: Nouvelle flore du Nord de la France et de la Belgique pour la détermination facile des plantes sans mots techniques. Tomo I. Tableaux synoptiques des plantes vasculaires de la flore de la France. P. Dupont, Paris, 1894
- Gaston Bonnier: Tome II. Nouvelle Flore des mousses et des hépatiques coautor Charles Isidore Douin (1858–1944). P. Dupont, Paris, 1895
- Gaston Bonnier: Tome III. Nouvelle Flore des champignons coautor Julien Noël Costantin (1857–1936) y Léon Marie Dufour (1862–1942). P. Dupont, Paris, 1895
- Gaston Bonnier: Tome IV. Nouvelle Flore des lichens, pour la détermination facile des espèces coautor Alphonse Boistel (1836–1908). P. Dupont, Paris, 1897
- Gaston Bonnier: Petite flore contenant les plantes les plus communes ainsi que les plantes utiles et nuisibles. P. Dupont, Paris, 1896
- Gaston Bonnier, Georges de Layens: Cours complet d'apiculture. P. Dupont, Paris, 1897
- Gaston Bonnier, Albert Mathieu Leclerc du Sablon: Cours de botanique. P. Dupont, Paris, 2 Bände, 1903–1904
- Gaston Bonnier: Paléontologie animale. Librairie générale de l'enseignement, Paris, 1904
- Gaston Bonnier: Album de la Nouvelle Flore représentant toutes les espèces de plantes photographiées directement d'après nature au cinquième de leur grandeur naturelle. 2028 Fotografien von Pflanzenarten aus Paris und einer Umgebung von etwa 100 Kilometern und gemeinsamer Pflanzenarten aus Zentralfrankreich. Librairie générale de l'enseignement, Paris, 1906
- Gaston Bonnier: Le Monde végétal. Flammarion, Paris, 1907
- Gaston Bonnier: Les Plantes des champs et des bois. J.-B. Bailière et fils, Paris, 1921
- Gaston Bonnier: Histoire naturelle de la France, 26 Lieferungen. Technologie. Zoologie appliquée. Les fils d‘Emile Deyrolle, Paris, 1922
- Gaston Bonnier, Georges de Layens: Flora complète portative de la France, de la Suisse et de la Belgique. Paris, Éditions Belin, 1986